# 满洲轴承制造
满洲轴承制造株式会社（日语：東洋ベアリング製造株式会社）是设立于1938年的满洲国公司，位于奉天省复县瓦房店，从事轴承制造、贩售等事业。该公司在1945年随着日本战败、满洲国灭亡而结业。

## 背景
1936年“二·二六事件”之后，日本政府被军部主导，经济方针也随之军事化。1936年，日军制定了《满洲开发方策要纲》；1937年1月，关东军制定了《满洲产业开发五年计划纲要》，自同年4月起实施。该计划使得满洲国的经济生产以军需为主。:58

## 历史

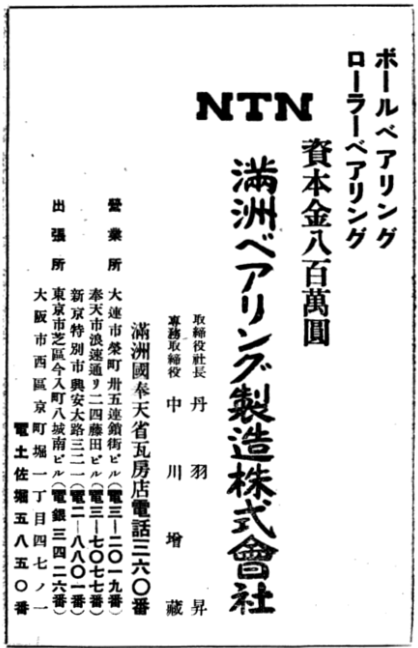
满洲轴承制造株式会社1943年的广告。公司名上方的“NTN”是其母公司东洋轴承制造株式会社的商标

1938年3月26日，东洋轴承制造株式会社顺应关东军的满洲产业开发五年计划:70，出资50万日元（1943年时增资到500万日元:361）在满洲国设立了子公司满洲轴承制造株式会社，社长为丹羽昇。每年4月、10月决算:84。满洲轴承制造总部最初位于新京住吉町1丁目6番地，旋即迁移到奉天省复县瓦房店街德化区（1940年时地址为“假100号”:122）。主营业务为轴承的制造、销售。:542:39:96
满洲轴承制造的工厂设于奉天省复县瓦房店，完工于1939年10月，占地约六万坪:76。1940年2月投产:361，此后一直在扩大生产规模，直至1945年日本战败，公司结业。1945年初时有职工1900余人。该厂通过组装钢球和保持架来生产轴承，但钢球和保持架都需从日本进口。:313满洲轴承制造是满洲国内唯一的轴承制造公司。:84满洲轴承制造为日本轴承制造商在国外发展首开先河。
1944年左右满洲轴承制造也曾制造一部分军用飞机零件。:76
满洲轴承制造在大连、奉天、新京设有营业所，在日本东京、大阪设有出张所。

### 结业之后
1945年8月，日本战败，满洲国随之覆灭，此后日方人员引扬回国。苏军在占领瓦房店时期将厂内三分之二的可用设备搬走。10月7日，中国共产党东北人民自卫军占领瓦房店。中旬，瓦房店的轴承工厂由中共接管，改名为辽东铁工厂，为军队修理枪械；12月，又开始生产手榴弹。1946年10月，在國民革命軍的威胁下，辽东铁工厂将一部分设备转运到其他中共军队控制地区。1946年11月25日，国军占领瓦房店；12月，國民政府接管了工厂。1947年4月，工厂改名辽宁省瓦房店滚珠轴承厂。1947年6月6日，東北民主聯軍重新占领瓦房店；18日，工厂改名辽南民众滚珠厂；1948年3月又改名为新华机械厂。
1950年，随着朝鲜战争爆发，新华机械厂的主体部分被迁移到哈尔滨，改名东北工业部机械工业管理局第14厂，瓦房店厂址变为分厂。1952年瓦房店分厂独立为东北工业部机械工业管理局第24厂，1954年改名为瓦房店滚珠轴承厂，简称瓦轴。

## 延伸阅读
- . 大阪: 東洋運搬機株式会社. 1966: 214. doi:10.11501/2974989 （日语）.